# Louden Up Now
Louden Up Now är indierockbandet !!!:s andra album, utgivet 2004 på Touch and Go Records i USA och på Warp Records i resten av världen.

## Låtlista
1. "When the Going Gets Tough, the Tough Get Karazzee" - 6:17
2. "Pardon My Freedom" - 5:51
3. "Dear Can" - 4:37
4. "King's Weed" - 1:19
5. "Hello? Is This Thing On?" - 7:33
6. "Shit Scheisse Merde, Part 1" - 5:06
7. "Shit Scheisse Merde, Part 2" - 6:10
8. "Me and Giuliani Down by the School Yard (A True Story)" - 9:03
9. "Theme From Space Island" - 2:31
10. "Shit Scheisse Merde, Part 1 (Instrumental)" - 4:41